# (11295) Gustaflarsson
(11295) Gustaflarsson – planetoida z pasa głównego asteroid okrążająca Słońce w ciągu 5 lat i 275 dni w średniej odległości 3,21 j.a. Została odkryta 8 marca 1992 roku w Europejskim Obserwatorium Południowym w ramach programu badawczego UESAC. Nazwa planetoidy pochodzi od Carla Gustafa Larssona (1893–1985), mieszkającego na Gotlandii poety i fotografika. Przed jej nadaniem planetoida nosiła oznaczenie tymczasowe (11295) 1992 EU28.